# Lepidagathis diffusa
Lepidagathis diffusa är en akantusväxtart som beskrevs av C. B. Cl.. Lepidagathis diffusa ingår i släktet Lepidagathis och familjen akantusväxter. Inga underarter finns listade i Catalogue of Life.